# تپه خالد
تپه خالد مربوط به هزاره دوم (پیش از میلاد) است و در شهرستان پیرانشهر، بخش لاجان، دهستان لاهیجان شرقی، روستای کهنه گرده بین واقع شده است. این اثر در تاریخ ۳۰ دی ۱۳۸۵ با شمارهٔ ثبت ۱۶۸۴۸ به عنوان یکی از آثار ملی ایران به ثبت رسیده است.